# シーロビン (潜水艦)
シーロビン (USS Sea Robin, SS-407) は、アメリカ海軍の潜水艦。バラオ級潜水艦の一隻。艦名はホウボウ科の通称に因んで命名された。

## 艦歴
シーロビンは1944年3月1日にメイン州キタリーのポーツマス海軍造船所で起工した。1944年5月25日にホーマー・アンブローズ夫人（ポーツマス海軍造船所の建造責任者であるアンブローズ大佐の妻）によって命名、進水し、1944年8月7日に艦長ポール・C・スティムソン少佐（アナポリス1936年組）の指揮下就役する。
ポーツマスおよびニューロンドンでの整調後、シーロビンはスカンジナビアの商船によってドイツのUボートと誤認される。シーロビンは商船から砲撃を受けたものの、射程外の位置にあったため損傷はなかった。その後1944年10月12日にパナマ運河を通過。真珠湾に到着後、6日間過ごした。

### 第1の哨戒 1944年11月 - 1945年1月
11月26日、シーロビンは最初の哨戒でガードフィッシュ (USS Guardfish, SS-217)、シードッグ (USS Sea Dog, SS-401) とウルフパックを構成しルソン海峡および南シナ海方面に向かった。12月8日、3隻はサイパン島に到着して休息をとり、翌9日に出航。12月14日、バリンタン海峡で哨戒を行った後、ルソン島、海南島、香港、台湾を結ぶ各線の内側に哨戒海域を設定した。1945年1月5日夜、シーロビンとシードッグは小輸送船団を発見し、浮上して追跡を開始した。1月6日1時過ぎ、シーロビンは北緯19度45分 東経111度25分 / 北緯19.750度 東経111.417度の地点で船団先頭のタンカーたらかん丸（三菱汽船、5,135トン）に対して魚雷を発射。魚雷は左舷に2本が命中し、たらかん丸は3時ごろに沈没した。哨戒の残りは、浮遊機雷の回避を除いて平穏無事に行われた。1月29日、シーロビンは62日間の行動を終えてオーストラリアのフリーマントルに帰投した。

### 第2の哨戒 1945年2月 - 4月
2月24日、シーロビンは2回目の哨戒でジャワ海方面に向かった。この哨戒は、結果から言えばシーロビンの3回の哨戒の中で、もっとも成功した哨戒となった。3月3日、シーロビンはスラバヤ北方海域で水天丸（不詳、2,500トン）を発見し、護衛艦の反撃をかわして撃沈。シーロビンは生存者を救助しようと何度も試み、最終的には3名を捕虜として哨戒を続けた。
2日後、シーロビンは南緯05度50分 東経113度46分 / 南緯5.833度 東経113.767度のバウエアン島近海でマカッサルに向かう輸送船団を発見。この時、シーロビンには新型のSTレーダーが装備されていた。STレーダーとは、夜間潜望鏡レンズ下に取り付けられた目標測距用のレーダーであり、従来のレーダーのように司令塔から繰り出さなくても、普通の襲撃運動のように潜望鏡を突き出すだけで機能するレーダーであった。スティムソンはこの新式レーダーを生かすべく、夜間水上攻撃ではなく通常の潜航攻撃を選択した。22時30分、シーロビンは護衛の特設砲艦・万洋丸（東洋汽船、2,904トン）に魚雷3本を命中させて撃沈。護衛艦の攻撃を回避し、数時間後にシーロビンは、南緯05度23分 東経114度00分 / 南緯5.383度 東経114.000度の地点で千鳥足のように航行していた昭裕丸（東和汽船、853トン）に対して魚雷を3本発射し、昭裕丸は回避しきれず3本とも命中して沈没。シーロビンは未だ残っている貨物船に向けて魚雷を3本発射したが、これは回避された。しかし、2度目の攻撃で長良丸（三菱汽船、855トン）に対して魚雷を3本発射。魚雷は長良丸の中央部に命中し、長良丸は2つに割れて沈没していった。攻撃後、シーロビンは24時間にわたって護衛艦と哨戒機に追跡されたが、シーロビンは上手くまいて攻撃から逃れた。シーロビンは魚雷を使い果たしたので、3月15日にスービック湾に寄港して補給を行った。
3月19日、シーロビンはスービック湾を出航し哨戒を再開。3月23日、シーロビンは海南島近海で撃墜された味方パイロットを救助。3月30日未明、シーロビンは気付くと1隻の軽巡洋艦と5隻の駆逐艦と判断されたグループ内にいた。シーロビンは集団の中で最初の攻撃で魚雷を3本発射。しかし、魚雷は目標の艦首をかすめ去った。二番手の艦艇がこちらに向かってくる素振りを見せ、シーロビンは深深度に20分退避。その後浮上し、海南島から16キロの地点で再び駆逐艦のグループを発見し、魚雷を6本発射したが命中しなかった。
4月8日には、日本の漁船と海上トラックを撃沈し、3名の捕虜を得た。翌日には、航空機に撃沈されたトロール船の生存者10名を救助した。4月29日、シーロビンは66日間の行動を終えて真珠湾に帰投した。

### 第3の哨戒 1945年6月 - 8月
6月1日、シーロビンは3回目の哨戒で東シナ海および黄海方面に向かった。7月8日、シーロビンは済州島近海で第85号駆潜特務艇を撃沈し、1名の捕虜を得た。7月10日4時20分、シーロビンは浮上中に先島丸（大阪商船、1,224トン）を発見し、魚雷4本を命中させて撃沈した。その後、大型のサンパンを撃沈しようと試みている最中に、哨戒機の爆撃を受けた。シーロビンは潜航する暇もなかったが、爆弾の直撃はなかった。しかし、至近弾で艦首発射管が損傷し、以後の哨戒で魚雷のエラーが頻繁に起こった。浮上攻撃で撃沈した漁船を除けば、哨戒の残り期間で収穫はなかった。8月9日、シーロビンは65日間の行動を終えてミッドウェー島に帰投。8月15日の終戦時、シーロビンはミッドウェー島で係留中であった。
シーロビンは第二次世界大戦の戦功で3個の従軍星章を受章した。

### 戦後
シーロビンは真珠湾で1日間停泊した後、本国への帰途に就き、9月20日にパナマ運河を通過、その4日後にテキサス州ガルベストンに到着した。その後、シーロビンはパナマ運河地帯のバルボアを拠点とする第6潜水戦隊に配属された。1947年5月15日、シーロビンは1ヶ月半の模擬哨戒に出航し、南米大陸を周航、ホーン岬に到達した初のアメリカ海軍潜水艦となった。1948年はバルボアおよびキーウェスト海域での艦隊演習に費やした。
フィラデルフィア海軍造船所でのオーバーホールに続いて、シーロビンは1949年8月20日にコネチカット州ニューロンドンに到着し、第8潜水戦隊に配属された。1950年2月23日、ニューロンドンを出航しカリブ海での陸軍、海軍統合演習「Portex,」に参加し、3月23日に帰還した。9月から11月までシーロビンは初の第6艦隊配備で地中海を巡航した。
1951年、シーロビンは GUPPY IA 改修が行われ、続いてニューロンドンでの沿岸活動を行った。1952年1月および2月には演習「Micowex」に参加、北大西洋において海軍調査研究所の監督下、寒冷地での機材試験を行う。その後カリブ海での演習「Pacex」に参加した。続く2年間、シーロビンはニューロンドン海域で艦隊演習および訓練活動に従事した。
1954年8月30日にシーロビンは北方への6週間の巡航に出航した。活動範囲は北極圏まで及び、スコットランドのグラスゴー、北アイルランドのベルファストにも停泊した。1955年1月4日、カリブ海での「スプリングボード作戦 operation “Springboard”」に参加し、9月にはNATOの演習「New Broom IV」に参加、ニューブランズウィック州セントジョンを経由してニューロンドンに帰還、その年の残りは沿岸での活動を行った。
1956年後半から1957年前半にかけての特別任務従事後、シーロビンはニューロンドンで通常任務を再開し、1957年7月24日にポーツマス海軍造船所に入渠、2ヶ月のオーバーホールを受ける。ニューロンドンに帰還すると大西洋およびカリブ海での艦隊演習に参加し、1958年3月28日に3ヶ月半の第6艦隊配備で地中海に向かった。続く5年間、シーロビンは定期にオーバーホールを行い、大西洋およびカリブ海で活動し、対潜水艦戦演習への参加や海軍潜水艦学校の訓練任務に従事した。
1964年9月、シーロビンはパイパー (USS Piper, SS-409) と共に、アメリカ、カナダ、イギリス海軍の合同演習「マスター・ストローク Master Stroke」に参加した。この演習の間、両艦はイングランドのポーツマス、オランダのロッテルダムを訪問した。シーロビンはニューロンドンに帰還すると沿岸での活動に従事し、11月には予定されたオーバーホールのためポーツマス海軍造船所に入渠、1965年4月まで同地に留まった。整調後シーロビンはベクーナ (USS Becuna, SS-319)、シーオウル (USS Sea Owl, SS-405) と共に7月にニューロンドンを出港、地中海での第6艦隊演習に参加し、10月に帰還した。1966年には「スプリングボード作戦」への参加で費やされ、カリブ海での海軍航空団および水上艦艇部隊との対潜水艦戦訓練演習に従事した。予定された主バッテリーの交換作業は7月から8月にかけてポーツマス海軍造船所で行われた。
シーロビンは1967年の初めの数ヶ月間、「スプリングボード作戦」に参加し、ニューロンドンに帰還すると通常任務を再開した。1967年5月22日、シーロビンはタスク (USS Tusk, SS-426)、セーブルフィッシュ (USS Sablefish, SS-303)、シーオウルと共に2ヶ月間の北ヨーロッパ巡航に出航し、イングランドのポーツマス、フランスのシェルブール、北アイルランドのロンドンデリー、加えて様々なスカンジナビア半島の港を訪問した。10月2日から1968年2月1日までシーロビンはフィラデルフィア海軍造船所でホーバーホールを受け、作業完了後カリブ海および大西洋での通常任務を再開した。1969年12月1日、シーロビンはニューロンドンを拠点とする第2潜水戦隊に転属となった。
1970年の活動のハイライトは1月、2月の「スプリングボード作戦」への参加と、4月、5月に行われたNATOの演習「スティールリング Steel Ring」への参加であった。8月4日、シーロビンは最終となる12,920回目の潜水を行った。1970年10月1日にシーロビンは退役し、同日除籍された。その後1971年6月3日にスクラップとしてデラウェア州ウィルミントンのノース・アメリカン・スメルティング社に売却された。